# Image Award/Bester Film
Image Award: Bester Film (Outstanding Motion Picture)

## 1970er Jahre
1972
Lady Sings the Blues – Regie: Sidney J. Furie

## 1980er Jahre
1982
Ein Offizier und Gentleman (An Officer and a Gentleman) – Regie: Taylor Hackford

1985
Sergeant Waters – Eine Soldatengeschichte (A Soldier’s Story) – Regie: Norman Jewison

1988
Die Farbe Lila (The Color Purple) – Regie: Steven Spielberg

1989
Lethal Weapon – Zwei stahlharte Profis (Lethal Weapon) – Regie: Richard Donner

## 1990er Jahre
1990
Der Prinz aus Zamunda (Coming to America) – Regie: John Landis

1991
Der knallharte Prinzipal (Lean on Me) – Regie: John G. Avildsen

1993
Boyz n the Hood – Jungs im Viertel (Boyz n the Hood) – Regie: John Singleton

1994
Sister Act – Eine himmlische Karriere (Sister Act) – Regie: Emile Ardolino

1995
Malcolm X – Regie: Spike Lee

1996
Warten auf Mr. Right (Waiting to Exhale) – Regie: Forest Whitaker
Crimson Tide – In tiefster Gefahr (Crimson Tide) – Regie: Tony Scott
Cry, the Beloved Country – Regie: Darrell Roodt
Teufel in Blau (Devil in a Blue Dress) – Regie: Carl Franklin
Othello – Regie: Oliver Parker

1997
Die Jury (A Time to Kill) – Regie: Joel Schumacher
Mut zur Wahrheit (Courage Under Fire) – Regie: Edward Zwick
Auf engstem Raum (Get on the Bus) – Regie: Spike Lee
Once Upon a Time… When We Were Colored – Regie: Tim Reid
Rendezvous mit einem Engel (The Preacher’s Wife) – Regie: Penny Marshall

1998
Soul Food – Regie: George Tillman Jr.
Love Jones – Regie: Theodore Witcher
Rosewood Burning (Rosewood) – Regie: John Singleton
Eve’s Bayou – Regie: Kasi Lemmons
Amistad – Regie: Steven Spielberg

1999
Stella’s Groove – Männer sind die halbe Miete (How Stella Got Her Groove Back) – Regie: Kevin Rodney Sullivan
Spiel des Lebens (He Got Game) – Regie: Spike Lee
Der Sommer, der alles veränderte (Down in the Delta) – Regie: Maya Angelou
Menschenkind (Beloved) – Regie: Jonathan Demme
Der Staatsfeind Nr. 1 (Enemy of the State) – Regie: Tony Scott

## 2000er Jahre
2000
The Best Man – Hochzeit mit Hindernissen (The Best Man) – Regie: Malcolm D. Lee
Lebenslänglich (Life) – Regie: Ted Demme
Matrix (The Matrix) – Regie: Wachowski-Brüder
Jein, ich will (The Wood) – Regie: Rick Famuyiwa
Hurricane (The Hurricane) – Regie: Norman Jewison

2001
Gegen jede Regel (Remember the Titans) – Regie: Boaz Yakin
Love & Basketball – Regie: Gina Prince-Bythewood
Shaft – Noch Fragen? (Shaft) – Regie: John Singleton
The Original Kings of Comedy – Regie: Spike Lee
Men of Honor – Regie: George Tillman Jr.

2002
Ali – Regie: Michael Mann
Rush Hour 2 – Regie: Brett Ratner
Training Day – Regie: Antoine Fuqua
The Brothers – Auf der Suche nach der Frau des Lebens (The Brothers) – Regie: Gary Hardwick
Baby Boy – Regie: John Singleton

2003
Antwone Fisher – Regie: Denzel Washington
Barbershop – Regie: Tim Story
Brown Sugar – Regie: Rick Famuyiwa
Drumline – Regie: Charles Stone
John Q – Verzweifelte Wut (John Q) – Regie: Nick Cassavetes

2004
Fighting Temptations – Regie: Jonathan Lynn
Bad Boys II – Regie: Michael Bay
Whale Rider – Regie: Niki Caro
Deliver Us From Eva – Regie: Gary Hardwick
Kick It Like Beckham (Bend It Like Beckham) – Regie: Gurinder Chadha

2005
Ray – Regie: Taylor Hackford
Collateral – Regie: Michael Mann
Fahrenheit 9/11 – Regie: Michael Moore
Mann unter Feuer (Man on Fire) – Regie: Tony Scott
Hotel Ruanda (Hotel Rwanda) – Regie: Terry George

2006
L.A. Crash (Crash) – Regie: Paul Haggis
Coach Carter – Regie: Thomas Carter
Hitch – Der Date Doktor (Hitch) – Regie: Andy Tennant
Hustle & Flow – Regie: Craig Brewer
Das verrückte Tagebuch (Diary of a Mad Black Woman) – Regie: Darren Grant

2007
Das Streben nach Glück (The Pursuit of Happyness) – Regie: Gabriele Muccino
Dreamgirls – Regie: Bill Condon
Catch a Fire – Regie: Phillip Noyce
Akeelah ist die Größte (Akeelah and the Bee) – Regie: Doug Atchison
Blood Diamond – Regie: Edward Zwick

2008
The Great Debaters – Regie: Denzel Washington
I Am Legend – Regie: Francis Lawrence
Pride – Regie: Sunu Gonera
Stomp the Yard – Regie: Sylvain White
Talk to Me – Regie: Kasi Lemmons

2009
Die Bienenhüterin (The Secret Life of Bees) – Regie: Gina Prince-Bythewood
Sieben Leben (Seven Pounds) – Regie: Gabriele Muccino
Cadillac Records – Regie: Darnell Martin
The Family That Preys – Regie: Tyler Perry
Miracle at St. Anna – Regie: Spike Lee

## 2010er Jahre
2010
Precious – Das Leben ist kostbar (Precious) – Regie: Lee Daniels
Blind Side – Die große Chance (The Blind Side) – Regie: John Lee Hancock
Invictus – Unbezwungen (Invictus) – Regie: Clint Eastwood
Michael Jackson’s This Is It – Regie: Kenny Ortega
Küss den Frosch (The Princess and the Frog) – Regie: John Musker, Ron Clements
2011
For Colored Girls – Regie: Tyler Perry
The Kids Are All Right – Regie:  Lisa Cholodenko
 Auch Liebe macht mal Ferien 2 (Why Did I Get Married Too?) – Regie: Tyler Perry
Just Wright – In diesem Spiel zählt jeder Treffer (Just Wright) – Regie:
The Book of Eli – Regie: Hughes-Brüder
2012
The Help – Regie:  Tate Taylor
Pariah – Regie: Dee Rees
Jumping the Broom – Regie: Salim Akil
The First Grader – Regie:  Justin Chadwick
Aushilfsgangster – Regie: Brett Ratner
2013
Red Tails – Regie: Anthony Hemingway
Beasts of the Southern Wild – Regie: Benh Zeitlin
Good Deeds – Regie: Tyler Perry
Flight – Regie: Robert Zemeckis
Django Unchained – Regie: Quentin Tarantino
2014
12 Years a Slave  – Regie: Steve McQueen
Der Butler – Regie: Lee Daniels
Mandela – Der lange Weg zur Freiheit (Mandela: Long Walk to Freedom) – Regie: Justin Chadwick
Fruitvale Station – Regie: Ryan Coogler
The Best Man Holiday – Regie: Malcolm D. Lee
2015
Straight Outta Compton
Beasts of No Nation
Concussion
Creed
Dope